# Pelagijska zona
Pelagijska zona obuhvaća sve vode koje nisu u blizini dna ili obale.
Riječ pelagijska dolazi iz grčkog πέλαγος ili pélagos, što znači "otvoreno more". Pelagijska zona se može zamisliti kao cilindar s vodom koji ide od površine mora pa skoro do samog dna, kao što je prikazano na slici lijevo. Uvjeti se mijenjaju kako se ide niže niz taj stup vode; tlak se povećava, temperatura i svjetlosna jakost opadaju. Ovisno o dubini, znanstvenici dalje dijele stup vode na dijelove, slično kao kod Zemljine atmosfere, koja je podijeljena na nekoliko slojeva.
Pelagijska zona obuhvaća 1370 milijuna kubnih kilometara i ima okomiti raspon do 11 kilometara. Ribe koje žive u pelagijskoj zoni nazivaju se pelagijskim ribama. Život u pelagijskoj zoni postaje sve rjeđi kako se dubina povećava. Na njega utječu razina svjetlosti, tlak, temperatura, salinitet, količina kisika i hranjivih tvari, kao i podvodna topografija. U dubokim vodama, pelagijska zona ponekada se naziva zonom otvorenog oceana i može biti u kontrastu s vodom koja je blizu obale ili na kontinentalnom šelfu. Međutim, u drugim kontekstima, obalna voda koja nije blizu dna ipak je pelagijska zona.
Pelagijska zona može se razlikovati od bentosa i demersalne zone pri dnu mora. Bentos je ekološki prostor na samom dnu mora. Tu spadaju površina sedimenta i nekoliko podpovršinskih slojeva. Morski organizmi koji žive u toj zoni, poput školjaka i kraba, nazivaju se životinjama zone bentosa. Morsko dno i životinje koje u njemu žive mogu jako uticati na bentos. Ribe koje žive u demersalnoj zoni dijele se na ribe bentosa, koje su gušće od vode i mogu ostati na dnu, i na bentopelagijske ribe, koje mogu plivati tik iznad dna.

## Dubina i slojevi
Ovisno o dubini mora, može postojati do pet okomitih slojeva u oceanu. Od najvišeg do najnižeg, to su:

#### Epipelagijska zona
Od površine do oko 200 m.
Osvijetljena površinska zona gdje ima dovoljno svjetlosti za fotosintezu. Zbog ovoga, biljke i životinje žive uglavnom u ovoj zoni. Skoro svi primarni proizvođači oceana se nalaze ovdje. Ovaj sloj je domena riba poput tune, mnogih morskih pasa, mahi-mahi i meduza. Ova zona se još zove i površinska zona.

#### Mesopelagijska zona
Od 200 m do oko 1000 m.
Iako nešto svjetlosti dospijeva do ovdje, to nije dovoljno za fotosintezu. Ova zona je svoj naziv dobila po grčkoj riječi μέσον, sredina. Na oko 500 m u vodi ponestaje kisika. Međutim, mnogi oblici života s učinkovitijim škrgama ili sporim kretanjem žive tu. Životinje poput igluna, lignji i nekoliko vrsta sipa i drugih živih bića žive ovdje. U ovoj zoni žive i mnogi bioluminiscentni organizmi. Zbog nedostatka hranjivih tvari u ovoj zoni, neka živa bića se noću dižu do epipelagijske zone kako bi se hranila.

#### Batipelagijska zona
Od 1000 m do oko 4000 m.
Do ove dubine, ocean je sasvim mračan, osim bioluminiscentnih organizama. Nema nikakvih biljaka, a većina životinja preživljava konzumiranjem "snijega" stelje (detritusa) koji pada s viših zona, ili lovljenjem drugih životinja. Divovske lignje (kao i manje lignje i neobične Grimpoteuthis hobotnice) žive na ovoj dubini, a njih love ulješure. Ova zona je dobila svoj naziv od grčkog βαθύς (batis), duboko.

#### Abisopelagijska zona
Od 4000 m do iznad morskog dna.
Naziv potiče od grčkog ἄβυσσος (abisos), abis, što znači bez dna (u davna vremena se smatralo da ocean nema dna, pa je tako nastala ova riječ). Vrlo malo živih bića je dovoljno prilagođeno da preživi na niskim temperaturama i visokom tlaku na ovoj dubini. Među vrstama koje žive u ovoj zoni su nekoliko vrsta lignji, bodljikaši i morski člankonošci poput morskog pauka. Mnoge vrste koje žive na ovim dubinama su razvile prozirnost ili su izgubile oči zbog potpunog nedostatka svjetlosti u ovoj zoni.

#### Hadopelagijska zona
Dubine u morskim brazdama.
Naziv potiče od grčkog Ἁδης (Haides), Had, što je u grčkoj mitologiji označavalo podzemlje. Ovi prostori uglavnom su neistraženi i samo nekolicina vrsta živi ovdje (na otvorenom prostoru). Međutim, mnogi organizmi žive na hidrotermalnim izvorima u ovoj i drugim zonama. Neki znanstvenici smatraju da se ova zona nalazi od 6000 m pa nadolje, bilo da je u brazdi ili ne.
Batipelagijska, abisopelagijska i hadopelagijska zona su vrlo slične i zato ih neki morski biolozi kombiniraju u jednu zonu ili smatraju dvije posljednje kao iste. Abisalne ravnice pokrivene su mekanim muljem mrtvih organizama koji padaju na dno.

## Pelagijska ekologija

### Pelagijske ptice
Pelagijske ptice, također zvane oceanske ptice, su ptice koje žive na otvorenom oceanu više nego na obali ili kopnenim tokovima. Pelagijske ptice se hrane planktonskim ljuskarima, lignjama i manjim ribama. Neke od njih su tupik, pingvin makaroni, razne čigre, zovoji, bubnjavke poput albatrosa o burnica.
Izraz morske ptice se odnosi na ptice koje žive blizu obale i na otvorenom oceanu.

### Pelagičke ribe
Pelagičke ribe su ribe koje žive u stupu vode, bilo obalne, oceanske ili jezerne, ali ne na dnu mora ili jezera. Mogu se razlikovati od demersalnih riba, koje žive blizu dna, i od koraljnih riba, koje žive na koraljnim grebenima.
Ove ribe su obično migratorne malene ribe, koje se hrane planktonom, ali i veće ribe koje slijede i jedu ove manje. Primjeri manjih riba su haringe, inćuni, kapelani i slični. Primjeri većih pelagijskih riba su tune, morski psi, ribe poput igluna i sl.

## Zabilješke
1. ↑  http://www.britannica.com/EBchecked/topic/449062/pelagic-zone
2. 1 2 3 4 5  Arhivirana kopija. Inačica izvorne stranice arhivirana 10. travnja 2010. Pristupljeno 15. kolovoza 2010.CS1 održavanje: arhivirana kopija u naslovu (link)
3. ↑  Lal BV and Fortune K (2000) The Pacific Islands: An encyclopedia Page 8. University of Hawaii Press. ISBN 9780824822651.